# Galikánský ritus
Galikánský ritus je označení pro křesťanský ritus, soubor liturgických a jiných obřadních zvyklostí, užívaný v období 5.–8. století. Byl rozšířen ve franské říši, v Galii (odtud název) i dalších sousedních oblastech západní Evropy. V době karolinské říše a orientace franských vládců na Řím byl opuštěn ve prospěch ritu římského. Někdy se označuje jako starogalský ritus, pro odlišení od novověkého novogalského ritu.

## Charakteristika
Byl značně nejednotný a podléhal vlivu římského ritu, s nímž na počátku 9. století přičiněním Pipina III. Krátkého a Karla Velikého prakticky splynul. Na Pyrenejském poloostrově se z něj už v 6. století vyvinul mozarabský ritus.